# Irurozqui
Irurozqui es un concejo y localidad española del municipio de Urraúl Alto, perteneciente a la Comunidad Foral de Navarra.

## Toponimia
El lugar es conocido como Irurozki en euskera. Traducido del euskera, el nombre significa 'tres torres', que son las principales del pueblo.[cita requerida]

## Geografía
La localidad está situada en la merindad de Sangüesa, en la comarca de Lumbier.

## Historia
Hacia mediados del siglo XIX, el lugar, ya por entonces perteneciente a Urraúl Alto, tenía contabilizada una población de 110 habitantes. Aparece descrito en el noveno volumen del Diccionario geográfico-estadístico-histórico de España y sus posesiones de Ultramar de Pascual Madoz con las siguientes palabras:

IRUROZQUI: l. del ayunt. del valle de Urraul-alto, en la prov. y c. g. de Navarra, part. jud. de Aoiz (2 1/2 leg.), aud. terr. y dióc. de Pamplona (7). sit. en llano en la posicion mas esplayada del valle, y á al der. del r. Elcoaz, distante 20 pasos: clima frio; le combaten los vientos N. y S., y se padecen inflamaciones y catarros. Tiene 16 casas, que forman 1 plaza y 2 calles mal empedradas; escuela de primera educacion para ambos sexos, frecuentada por 20 ó 24 alumnos, y dotada con 50 robos de trigo por reparto vecinal; igl. parr. de entrada (San Adrian), servida por 1 abad de provision de los vec., cementerio contiguo á la igl.; el vecindario se surte de las aguas del r., que son muy buenas. El térm. confina N. Eparoz; E. Aizcurgui, S. Imirizaldu, y O. Ozcoydi, estendiéndose 1/2 hora de N. á S. y 1/4 de E. á O.; contiene en su circunferencia un monte poblado de algunos robles y bojes. El terreno es secano y flojo; le atraviesa el r. Elcoaz, que despues de cruzarle 1 puente y recorrer el valle, va á confundirse con el Irati. caminos: los locales en mal estado. El correo se recibe de la cab. de part. y de Lumbier. prod. trigo, avena, cebada, alubias y otras legumbres; cria de ganado lanar y vacuno; caza de perdices y liebres; pesca de truchas, madrillas y barbos. ind.: ademas de la agricultura 1 molino harinero. pobl.: 16 vee., 110 alm. riqueza: con el valle. (V.)
(Madoz, 1847, p. 452)

En 2023, la entidad singular de población tenía empadronados 40 habitantes y el núcleo de población, también 40.

## Patrimonio

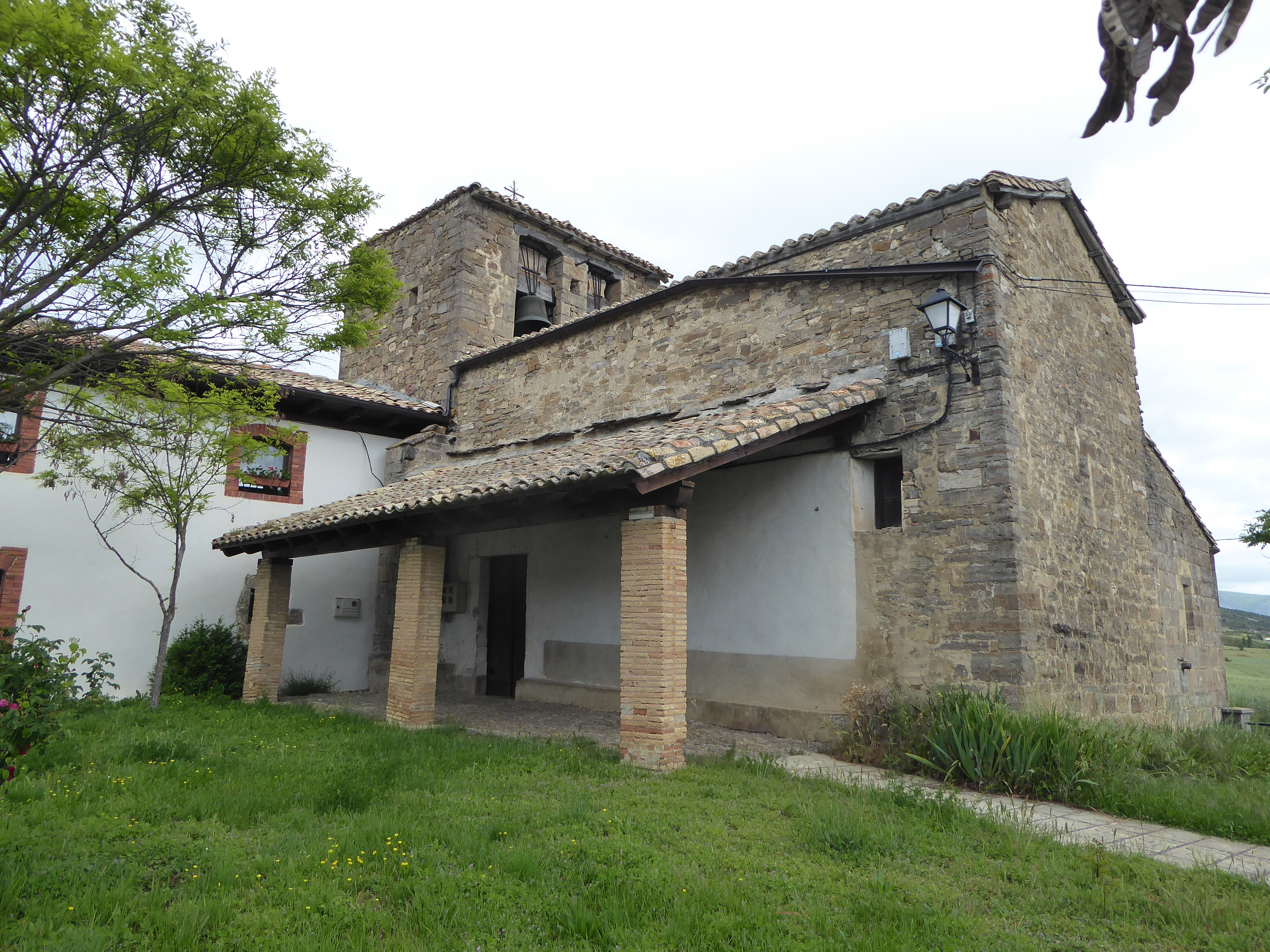
La iglesia de San Adrián

Hay en la localidad una iglesia de San Adrián.